# آسفة أبي (فلم)
آسفة أبي هو فيلم تلفزي مغربي من إخراج لحسن ماجد سنة 2006، وبطولة كل من رشيد الوالي، سعاد حميدو، حنان الإبراهيمي، محمد بسطاوي، وغيرهم.

## القصة
يرتكز العمل على موضوع الهجرة المضادة والزواج المختلط، وذلك من خلال قصة «إبراهيم» الذي يقرر رفقة زوجته «إيفيلن» وولديهما «نادية» و«رضوان» العودة إلى المغرب للاستقرار به نهائيا، خصوصا بعدما تمكن رب الأسرة من توفير ثروة مهمة ينوي استثمارها في تجهيز ضيعة ورثها عن والده. لكن، بوصول الأسرة إلى البيت، أصبحت تواجه يوميا متاعب كثيرة، فولداها لم يستطيعا التكيف مع عادات وتقاليد جديدة بالنسبة إليهما، مما دفع بجدتهما لترك المنزل والعودة إلى بيتها الأصلي كي لا تزيد المشاكل حدة، إلا أنه سرعان ما تظهر مواقف جديدة، بطلتها «نورا» أستاذة نادية لمادة التربية البدنية والمشرفة على تدريبها في نادي السباحة ضمن البطولة العربية. فحين يلتقي بها إبراهيم، تحيى مشاعر الحب القديم مجددا وتعود علاقتهما العاطفية مما يؤثر سلبا على واجباته الأسرية. 
باكتشاف الزوجة للخيانة، تقرر العودة للديار الفرنسية، فيما تتأثر نادية بموقف أبيها وتصاب بصدمة نفسية حادة، تجعلها تدخل في مواجهة مستمرة معه. أمام هذه الوضعية الصعبة، تطلب نورا من إبراهيم الحسم في مصير علاقتهما.

## وصلات خارجية
- الفيلم على موقع يوتيوب